# Окленд (Іллінойс)
Окленд (англ. Oakland) — місто (англ. city) в США, в окрузі Коулс штату Іллінойс. Населення — 739 осіб (2020).

## Географія
Окленд розташований за координатами 39°39′28″ пн. ш. 88°1′36″ зх. д. / 39.65778° пн. ш. 88.02667° зх. д. (39.657841, -88.026791).  За даними Бюро перепису населення США в 2010 році місто мало площу 2,25 км², з яких 2,14 км² — суходіл та 0,11 км² — водойми.

## Демографія
Згідно з переписом 2010 року, у місті мешкало 880 осіб у 382 домогосподарствах у складі 267 родин. Густота населення становила 391 особа/км².  Було 417 помешкань (185/км²).
Расовий склад населення:
| - 98,4 % — білих - 0,5 % — корінних американців - 0,2 % — чорних або афроамериканців - 0,1 % — азіатів |

До двох чи більше рас належало 0,8 %. Частка іспаномовних становила 1,4 % від усіх жителів.
За віковим діапазоном населення розподілялося таким чином: 21,0 % — особи молодші 18 років, 58,8 % — особи у віці 18—64 років, 20,2 % — особи у віці 65 років та старші. Медіана віку мешканця становила 46,6 року. На 100 осіб жіночої статі у місті припадало 97,8 чоловіків;  на 100 жінок у віці від 18 років та старших — 98,0 чоловіків також старших 18 років.
Середній дохід на одне домашнє господарство  становив 50 895 доларів США (медіана — 44 519), а середній дохід на одну сім'ю — 56 362 долари (медіана — 48 750). Медіана доходів становила 39 706 доларів для чоловіків та 29 028 доларів для жінок. За межею бідності перебувало 14,2 % осіб, у тому числі 22,5 % дітей у віці до 18 років та 13,1 % осіб у віці 65 років та старших.
Цивільне працевлаштоване населення становило 392 особи. Основні галузі зайнятості: освіта, охорона здоров'я та соціальна допомога — 24,2 %, роздрібна торгівля — 20,7 %, виробництво — 18,4 %.